# Modern Tales
Modern Tales est un ancien site de bande dessinée en ligne créé par Joey Manley (en) et une trentaine d’autres auteurs de bande dessinée, dont Gene Luen Yang, James Kochalka, Dorothy Gambrell (en), Harvey Pekar et Will Eisner. Il a été en ligne de mars 2002 à 2012, peu avant la mort de Manley en novembre 2013.

## Histoire

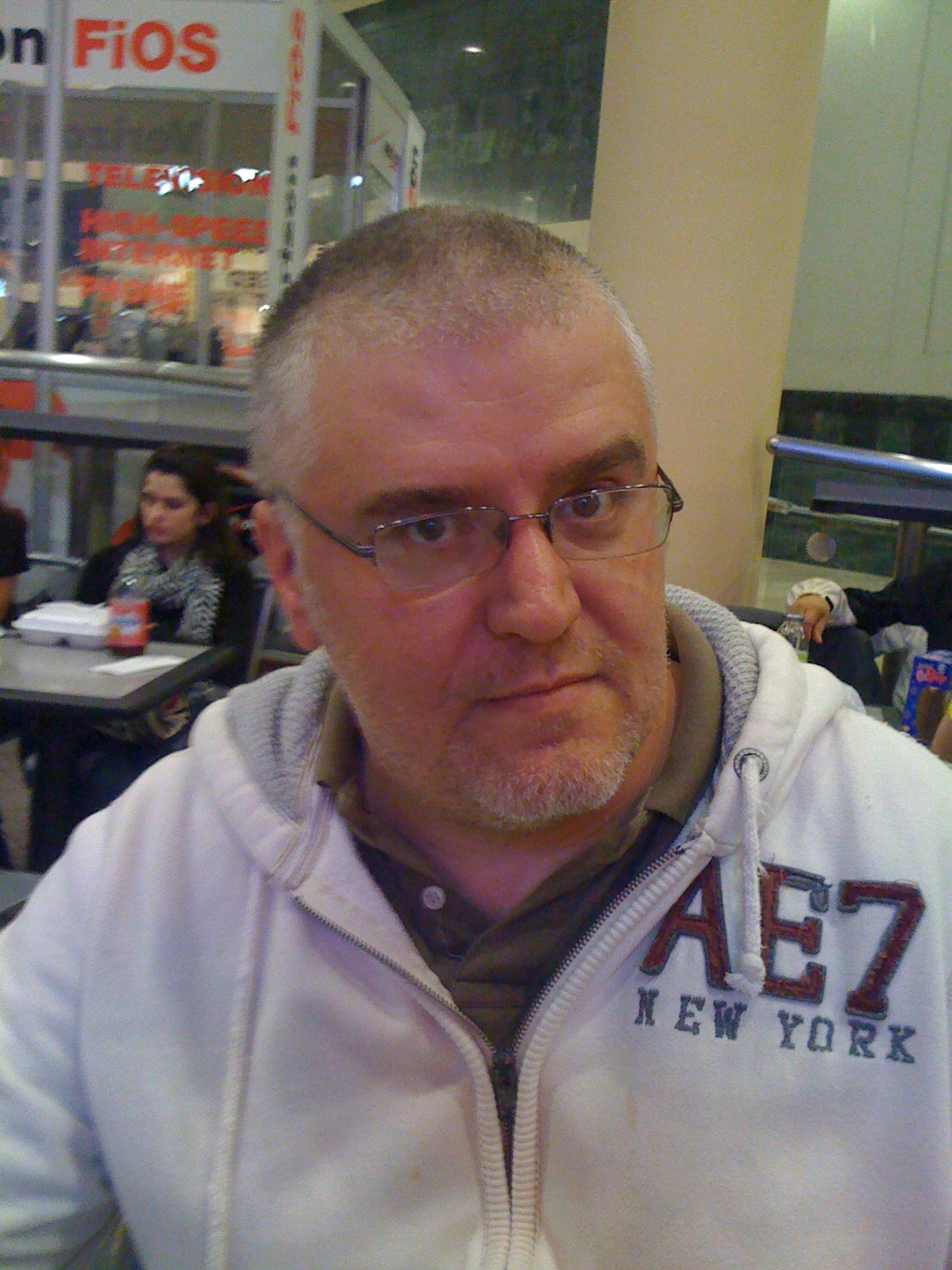
Joey Manley en 2009.